# Король воздуха (фильм)
«Король воздуха» (англ. Air Bud, 1997) — канадско-американская семейная драма-комедия режиссёра Чарльза Мартина Смита.
Фильм показывает жизнь собаки Бадди (англ.) породы золотистый ретривер и имеет несколько продолжений.

## Сюжет
Клоун Норм Снивли был полным профаном в своей работе, и успех ему всегда приносил пёс породы золотистый ретривер Старина Блю. Но в порывах ярости Норм часто бил его газетой. Однажды после очередного неудачного выступления Норм решил отдать пса в приют, но тот сбегает, вывалившись из контейнера для перевозки, и его едва не сбивает на машине вдова пилота Джэкки Фрэмм с сыном Джошем и дочерью Андреа.
Джош когда-то страстно увлекался баскетболом, но после гибели отца потерял к нему интерес. Однако в школе он пытается стать игроком команды, но у него ничего не получается. Джош начинает усиленно тренироваться на баскетбольной площадке заброшенного приюта и однажды встречает там сбежавшего пса. Он даёт ему кличку Бадди ("Друг") и приводит его к себе домой.
Однажды Джош увидел как Бадди с лёгкостью забросил мяч в кольцо. Он приводит пса в школу, где тот становится членом команды и её талисманом. Джоша также принимают в команду. С помощью Бадди и бывшего чемпиона мира по баскетболу Артура Чейни команда всегда выигрывает матчи. Но об успехах необычного пса узнаёт его бывший хозяин Норм. Мечтая заработать на нём деньги, он забирает Бадди, несмотря на протесты Джэкки и Джоша.
В этот же день должен был состояться финальный матч, и Джош понимает, что без Бадди этот матч им не выиграть. Он пробирается во двор Норма и крадёт пса. Клоун замечает их и в ярости гонится за ними на своей машине, у которой по пути вылетают все внутренности, и Норм улетает в реку. Опасаясь, что клоун снова придёт за Бадди, Джош отпускает его и идёт на матч.
К концу матча команда Джоша находится на грани поражения, но прибежавший Бадди догоняет соперников по очкам, а Джош в финальном броске приносит своей команде победу. В это время в зал заходит Норм и требует собаку обратно, но получает отказ и подаёт иск в суд. В суде Артур Чейни предлагает сделать выбор самому Бадди. Джош и Норм зовут его по очереди, и Бадди выбирает Джоша, а Норм остаётся ни с чем.

## В ролях
- Air Buddy — Бадди
- Майкл Джетер — Норм Снивли, клоун
- Кевин Зегерс — Джош Фрэмм
- Уэнди Маккена (Wendy Makkena) — Джэкки Фрэмм
- Билл Коббс (Bill Cobbs) — Артур Чейни
- Эрик Кристмас (Eric Christmas) — судья Крэнфилд
- Брендан Флетчер (Brendan Fletcher) — Ларри Уиллингхэм
- Норман Браунинг (Norman Browning) — Бак Уиллингхэм
- Стивен Миллер (Stephen E. Miller) — тренер Баркер

## Съёмочная группа и производство
- Режиссёр: Чарльз Мартин Смит
- Сценаристы: Кевин ДиЧикко (Kevin DiCicco) — образ «Короля воздуха»; Пол Теймеси (Paul Tamasy), Аарон Мендельсон (Aaron Mendelsohn)
- Продюсеры: Роберт и Уильям Винс (Robert Vince, William Vince)
- Исполнительные продюсеры: Боб Вайнштейн, Харви Вайнштейн, Энн Винс (Anne Vince), Майкл Стрэндж (Michael Strange)
- Композитор: Брам Венгер (Brahm Wenger)
- Оператор: Майк Саутон (Mike Southon)
- Монтаж: Элисон Грейс (Alison Grace)
- Подбор актёров: Абра Эдельман (Abra Edelman), Элиза Гудман (Elisa Goodman)
- Художник-постановщик: Элизабет Уилкокс (Elizabeth Wilcox)
- Декорации: Дэвид Чиассон (David Chiasson)
- Художник по костюмам: Яна Штерн (Jana Stern)
- Производство: «Walt Disney Pictures» и «Equicap» (США) совместно с «Keystone Pictures» (Канада).
- Премьера: 1 августа 1997 года в США и Канаде.

## Саундтрек
Музыкальное оформление к фильму написал Брам Венгер. Саундтрек был издан 5 августа 1997 года лейблом Hollywood Records и содержал 19 треков общей продолжительностью 41 минут. Музыка Венгера использовалась и в следующих фильмах.

## Награды и номинации
3 премии:
- «Golden Reel Award» продюсерам Роберту и Уильяму Винсу (1997);
- Премия молодому артисту 1998 года (Young Artist Awards) Кевину Зегерсу за лучшее исполнение главной роли в художественном фильме;
- специальная премия (в рамках награждения Young Artist Awards) фильму как лучшей комедии).

Номинации:
- Кевин Зегерс был номинирован на Премию молодой кинозвезды (YoungStar Awards, 1998) за лучшее исполнение роли молодым актёром в комедийном фильме.
- Брендан Флетчер был представлен на Премию молодому артисту (Young Artist Awards, 1998) в номинации лучшему молодому актёру второго плана в художественном фильме.
- Пёс Бадди был номинирован на премию «Blimp Award» как наиболее понравившееся животное-кинозвезда («Kids' Choice Awards», 1998).

## Продолжения
- Air Bud: Golden Receiver (Король воздуха: Золотой мяч), 1998
- Air Bud: World Pup (Король воздуха: Лига чемпионов), 2000
- Air Bud: Seventh Inning Fetch (Король воздуха: Седьмая подача), 2002
- Air Bud: Spikes Back (Король воздуха: Возвращение), 2003
- Air Buddies (Принцы воздуха), 2006
- Snow Buddies (Снежная пятёрка), 2008
- Space Buddies (Космические друзья), 2009
- Santa Buddies (Рождественская пятёрка), 2009
- Spooky Buddies (Мистическая пятёрка), 2011
- Treasure Buddies (Пятёрка кладоискателей), 2012
- Super Buddies (Пятёрка супергероев), 2013

## Спин-оффы
- The Search of Santa Paws (В поисках Санта Лапуса), 2010
- Santa Paws 2: The Santa Pups (Санта Лапус 2: Санта Лапушки), 2012

## Интересные факты
- При съёмках животных не использовались спецэффекты, а у Бадди было два дублёра[2][3].